# Antoni Heda

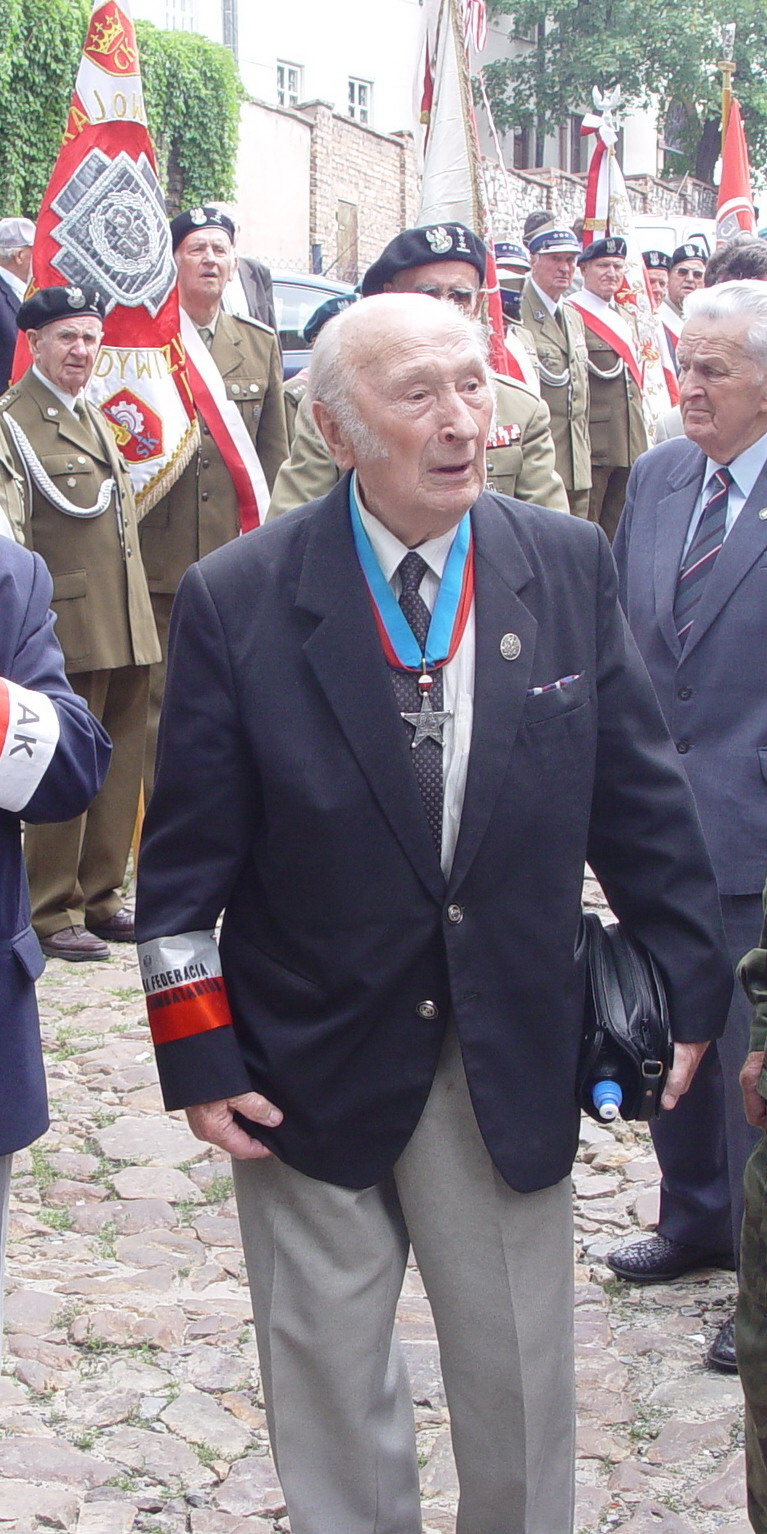
Gen. Antoni Heda-Szary, przed Muzeum w Kielcach, ul. Zamkowa, 60. rocznica rozbicia więzienia kieleckiego, 7 sierpnia 2005

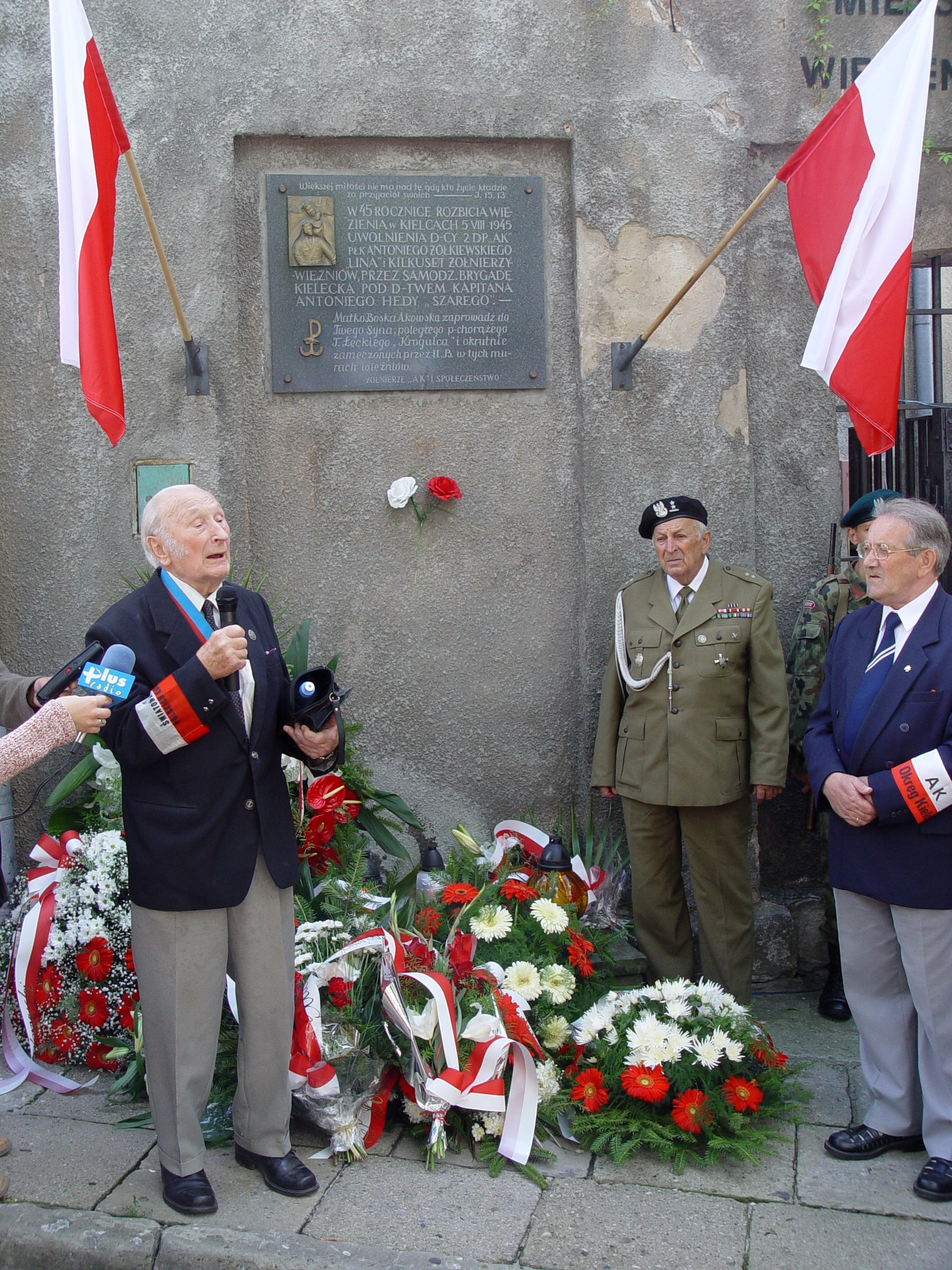
Gen. Antoni Heda-Szary pod tablicą upamiętniającą rozbicie kieleckiego więzienia MBP; obecnie mieści się tu Muzeum, ul. Zamkowa; 7 sierpnia 2005

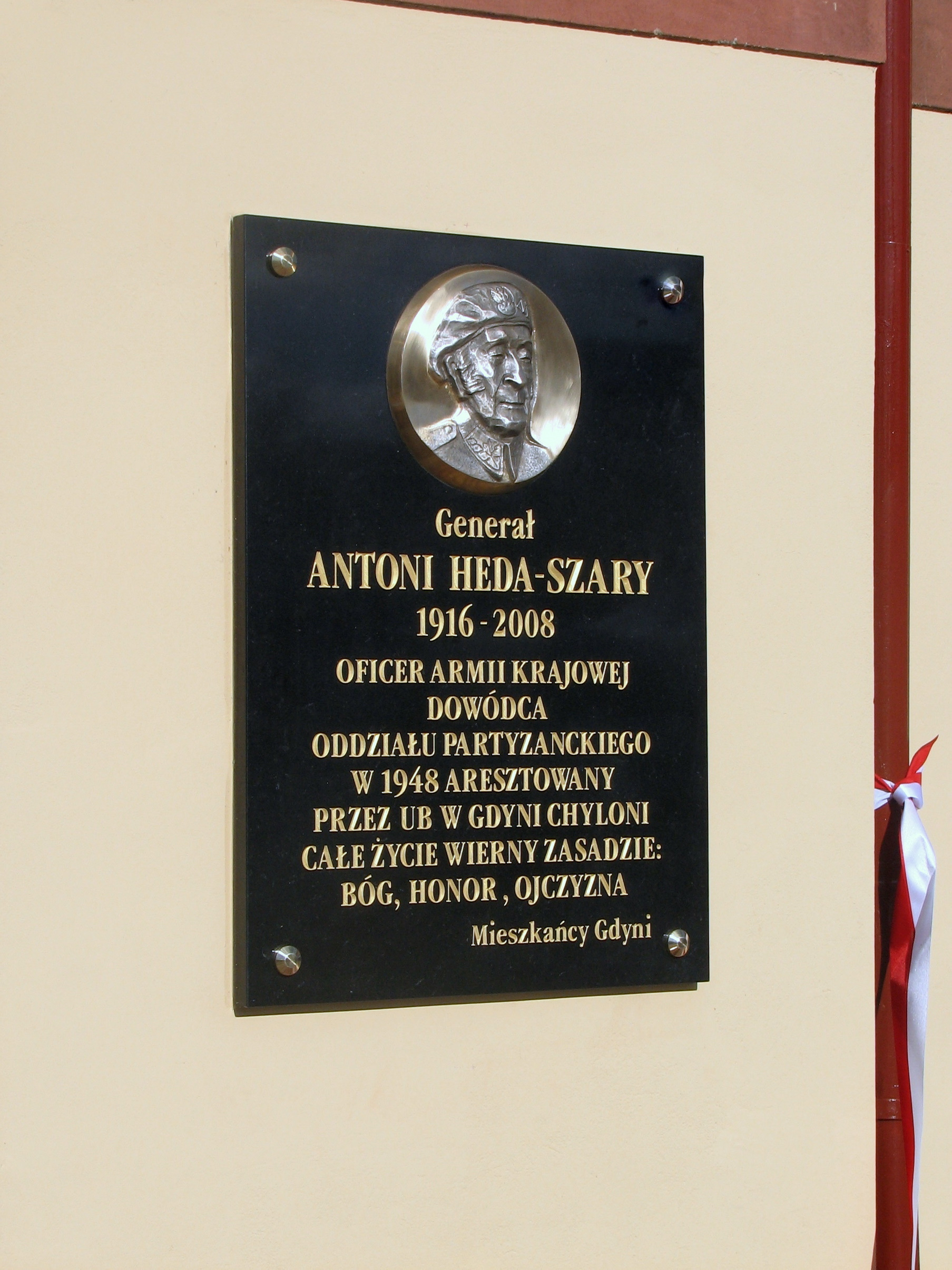
Tablica upamiętniająca generała na stacji Gdynia Chylonia

Antoni Heda-Szary, właściwie Antoni Heda ps. „Szary” (ur. 11 października 1916 w Małomierzycach k. Iłży, zm. 14 lutego 2008 w Pruszkowie) – dowódca oddziałów partyzanckich ZWZ i AK, w okresie powojennym formacji niepodległościowych ROAK, DSZ, NIE. Działał głównie na terenie okręgu kieleckiego i radomskiego. Generał brygady Wojska Polskiego.

## Życiorys

### Dzieciństwo, młodość
Urodził się w rodzinie rolników Jana i Antoniny z Dziurów. Miał ośmioro rodzeństwa: pięciu braci (Władysław, Stanisław, Jan, Józef, Stefan i dwoje bliźniaków zmarłych podczas porodu) i trzy siostry (Helena, Janina i Maria). W 1923 rozpoczął naukę w czteroklasowej szkole w Małomierzycach, ostatnie klasy szkoły powszechnej ukończył w Rzeczniowie. Od 1931 kształcił się w Kolejowej Szkole Technicznej w Radomiu, którą ukończył w 1936 na wydziale elektryczno-mechanicznym z dodatkowym kursem zbrojeniowym.
We wrześniu 1936 otrzymał pracę w Fabryce Zbrojeniowej w Starachowicach w Izbie Pomiarów.
We wrześniu 1937 został powołany do odbycia służby wojskowej. Ukończył Dywizyjny Kurs Podchorążych Rezerwy 2 DP Leg. przy 4 pułku piechoty Legionów w Kielcach. Służbę zakończył we wrześniu 1938 i powrócił do pracy w Starachowicach.

### Kampania wrześniowa i pobyt w więzieniu w ZSRR
Podczas wojny obronnej w 1939 ppor. A. Heda walczył w składzie 12 DP pod Iłżą, a następnie na Lubelszczyźnie. Po klęsce działał w ZWZ. W lipcu 1940 roku na prośbę swojego kuzyna ppor. Antoniego Dziury ps. „Sen” udał się razem z nim za Bug, na teren okupacji sowieckiej. Celem wyprawy było odnalezienie rodziny Dziury, ponieważ on sam przed wojną pracował przy fortyfikacjach na wschodzie i pozostawił tam żonę i synka. Przyjaciele rozważali też możliwość przedarcia się do Rumunii, w ślad za ewakuowaną polską armią. Podczas przejścia przez granicę zostali aresztowani przez NKWD i przetransportowani do Twierdzy Brzeskiej. Śledztwo w ich sprawie trwało do kwietnia 1941 roku. Antoni Heda i Antoni Dziura dostali wyroki siedmiu lat łagru za nielegalne przekroczenie granicy. Zaczęli zastanawiać się jak uniknąć wywózki i powrócić do kraju.
Tymczasem zaczęła się wywózka. Podczas transportu na wschód Heda uznał, że obydwaj muszą wrócić do Brześcia, aby jeszcze odwlec moment zsyłki w nadziei na nowe okoliczności. Dla osiągnięcia tego celu „Szary” wpadł na pomysł wykorzystania niejakiego Nowaka, Żyda z pochodzenia, o którym współwięźniowie mówili, iż był etatowym kapusiem NKWD. Wprowadzili go w przekonanie, że w rzeczywistości byli groźnymi agentami mającymi za zadanie rozpracować Twierdzę Brzeską. W jego obecności głośno wyrażali ulgę, że udało im się wprowadzić w błąd śledczych NKWD i dostali tylko po 7 lat. Podstęp się udał w czasie gdy transport więźniów przejeżdżał przez Kazań, Heda i Dziura zostali wyprowadzeni z wagonów i przewiezieni z powrotem do Brześcia. Rozpoczęło się ponowne śledztwo. Towarzysze nie próbowali kłamać. Mówili śledczym o zdekonspirowanym kapusiu Nowaku i o tym, iż dla Polaków wszystko jest lepsze od zesłania na Sybir, oraz o swojej chęci pobytu jak najbliżej domu. Z początku śledczy nie ufali im, jednak przyjaciele byli konsekwentni. W wyniku ponownego śledztwa podwyższono im wyroki na 12 lat łagru. Postępowanie zakończyło się w czerwcu 1941 roku. Heda i Dziura oczekiwali na ponowny transport. 22 czerwca 1941 roku po ataku Niemiec na ZSRR, załoga NKWD zbiegła, a więźniowie wydostali się na wolność.

### Stalag 107
Po wyjściu z twierdzy Heda został schwytany przez niemiecką żandarmerię. Ponieważ nie posiadał żadnych dokumentów, został osadzony w obozie niemieckim dla jeńców z Armii Czerwonej w okolicach Terespola. Warunki, jakie Niemcy stworzyli więźniom, były bardzo złe. Niemieccy żołnierze dopuszczali się aktów bestialstwa i okrucieństwa wobec jeńców. Głęboko wierzący Heda pisał później na temat stalagu, że obóz ten był jaskrawym przykładem działania szatana na ziemi. W czasie pobytu „Szary” dostał się do grupy roboczej, która zajmowała się wywożeniem odpadków poza teren obozu. Podczas pracy więźniowie opracowali sposób ucieczki z obozu polegający na ukryciu się w beczkach z resztkami. Podczas losowania każdy otrzymał swoją kolej i podczas następnych transportów zawsze dwóch więźniów wydostawało się na wolność. W końcu nadeszła kolej na Hedę. Wydostał się on z niewoli i ukrył się u pewnego nauczyciela mieszkającego nieopodal stalagu. Otrzymał od niego pożyczkę finansową i poprzez Terespol, a następnie Warszawę przybył w rodzinne strony.

### Dalsza działalność konspiracyjna
Po powrocie podjął działalność konspiracyjną w Związku Walki Zbrojnej (ZWZ), przemianowanego w 1942 na Armię Krajową. Został komendantem Podobwodu Iłża AK (krypt. „Dolina”). Wsławił się wówczas zdobyciem więzienia niemieckiego w Starachowicach i uwolnieniem około 80 przetrzymywanych tam więźniów. Spośród 60, którzy nie chcieli wracać do domów, utworzył oddział. Po tym wyczynie komenda Okręgu Kielecko-Radomskiego AK wyraziła zgodę na przejście Hedy do partyzantki. Walczył w składzie zgrupowania AK Jana Piwnika ps. „Ponury”.
Spośród wielu akcji zbrojnych, które przeprowadził, można wymienić następujące:
- 6 sierpnia 1943 – zdobycie bez strat własnych niemieckiego więzienia w Starachowicach i uwolnienie wszystkich ok. 80 aresztowanych[3],
- 15 września 1943 – zdobycie w biały dzień po ponad 3 godzinnym boju ufortyfikowanego kompleksu budynków majątku Pakosław[4], odległego o 5 km od Iłży, obsadzonego plutonem 45 niemieckich frontowych żołnierzy, terroryzujących okoliczną ludność. Zdobycie znacznej ilości broni, amunicji i zaopatrzenia. Straty własne: jeden ranny żołnierz ps. „Szczodry”.
- 23 września 1943 – udana akcja odwetowa na niemieckich kolonistach we wsi Gozdawa koło Sienna, za represje na okolicznej ludności polskiej,
- 30 października 1943 – udana akcja na terenie Zakładów Zbrojeniowych w Starachowicach, podczas której partyzanci przebrani za Niemców opanowali fabrykę i wynieśli 2 mln zł oraz broń[5],
- 1 kwietnia 1944 – zakończone sukcesem całodzienne walki w okolicy Jeleńca z niemiecką obławą; jedno z najwspanialszych zwycięstw partyzanckich w Okręgu AK Kielecko-Radomskim,
- 5/6 czerwca 1944 – opanowanie miasta Końskie, rozbicie niemieckiego aresztu i uwolnienie ok. 70 osób. Straty własne: 4 zabitych, 2 rannych, niemieckie: 17 zabitych, 8 rannych,
- 19 lipca 1944 – w okolicach Wólki Plebańskiej opanowanie niemieckiego pociągu, zdobycie znacznej ilości amunicji i trotylu[6],
- w okresie akcji „Burza” – walki m.in. pod Radoszycami, Trawnikami i Szewcami; oddział A. Hedy wchodził wówczas w skład II batalionu 3 pp Leg. AK pod dowództwem kpt. Stanisława Poręby ps. „Świątek”.
- 5 sierpnia 1945 – najsłynniejsza akcja bojowa – ok. 250 osobowy oddział AK pod dowództwem kpt. „Szarego” podczas ok. 4 godzinnej operacji rozbił główne ubeckie więzienie w centrum Kielc, przy ul. Zamkowej i uwolnił ok. 354 więźniów[7] z niemal wszystkich cel (zabrakło trotylu do otwarcia 2 cel).

### Antysowiecka i antykomunistyczna konspiracja niepodległościowa
Po zakończeniu wojny A. Heda pozostał w konspiracji, działając w ramach Ruchu Oporu Armii Krajowej, a następnie Delegatury Sił Zbrojnych na Kraj. Polując na „Szarego” funkcjonariusze Ministerstwa Bezpieczeństwa Publicznego aresztowali 8 maja jego trzech braci Stanisława, Jana i Stefana oraz dwóch szwagrów Jana Góralskiego i Stanisława Kiełbasę. Wszyscy z nich byli brutalnie torturowani. Braci Stanisława i Jana oraz szwagra Stanisława – zamordowano w ciągu kilku tygodni. Tragiczny los spotkał zamordowanego brata Stanisława, który po okrutnych przesłuchaniach trafił z rozbitą głową do szpitala, gdzie ordynujący tam dr Balicki odmówił mu pomocy, mówiąc „Ciebie, bandyto, nie warto ratować”.
Na czele swojego oddziału, liczącego blisko 250 ludzi, wsławił się rozbiciem w nocy z 4 na 5 sierpnia 1945 komunistycznego więzienia w Kielcach, w którym Ministerstwo Bezpieczeństwa Publicznego i sowieccy funkcjonariusze „Smiersza” osadzili 374 więźniów. W wyniku tej akcji uwolniono kilkuset więźniów, przeważnie byłych AK-owców. Źródła MBP przyznają się jedynie do 298 wypuszczonych więźniów, jednak według oceny Antoniego Hedy uwolnionych zostało 600–700 osób. Wśród uwolnionych AK-owców byli m.in. dowódca batalionu Józef Wyrwa ps. „Stary”, cichociemny Ludwik Wiechuła ps. „Jeleń”, Michał Mandziara ps. „Siwy” i Stanisław Kosicki (1927–1997) – pierwowzór Maćka Chełmickiego z dzieła Popiół i diament Jerzego Andrzejewskiego. W trakcie rozbijania kieleckiego więzienia poległ Tadeusz Łęcki „Krogulec”, trzech partyzantów zostało ciężko rannych. Antoni Heda został ranny w trakcie rozbijania jednej z bram więziennych – odłamek utkwił mu w kolanie, powodując przykrą i długotrwałą kontuzję.
Po akcji w Kielcach zaprzestał działalności konspiracyjnej – pod zmienionym nazwiskiem, jako Antoni Wiśniewski, wyjechał na Wybrzeże, a później do Emilianowa k. Ostródy. Był poszukiwany przez MBP i w 1948 został aresztowany w Gdyni, koło dworca PKP Gdynia Chylonia. Otrzymał cztery wyroki śmierci, w końcu dzięki interwencji byłych oficerów AL, którzy współdziałali z nim w 1944, karę śmierci zamieniono na dożywocie. Był więziony na Rakowieckiej, w Rawiczu i we Wronkach.

### Okres po 1956
Wyszedł na wolność w 1956 objęty amnestią. Przez wiele lat był doradcą kardynała Stefana Wyszyńskiego. W dalszym ciągu prowadził jednak działalność niepodległościową, m.in. działając w NSZZ „Solidarność”. W 1981 został wybrany na Przewodniczącego Niezależnego Związku Kombatantów przy NSZZ „Solidarność”. Od 13 grudnia 1981 do 16 czerwca 1982 internowany w więzieniu na Białołęce.
W 1990 doprowadził do zjednoczenia ok. 30 organizacji kombatanckich w Światową Federację Polskich Kombatantów i został jej prezesem. W tym samym roku został także awansowany do stopnia pułkownika przez prezydenta RP na Uchodźstwie Ryszarda Kaczorowskiego.
Antoni Heda „Szary” był także komendantem głównym Związku Strzeleckiego, nawiązującego do tradycji Drużyn Strzeleckich Józefa Piłsudskiego. W dowód uznania jego zasług 13 grudnia 2004 został awansowany do stopnia generała brygady Polskich Drużyn Strzeleckich.
Był również działaczem Konfederacji Polski Niepodległej. W wyborach parlamentarnych w 1991 bez powodzenia ubiegał się o mandat senatora jako kandydat Wyborczej Akcji Katolickiej. W wyborach w 1993 bezskutecznie kandydował do izby wyższej z ramienia Forum Patriotycznego Polski Walczącej. W latach 90. współpracował też z partią Przymierze Samoobrona. Wszedł w skład założonego przez Andrzeja Leppera Komitetu Samoobrony Narodu. W 2002 wystosował list otwarty do minister sprawiedliwości Barbary Piwnik, w którym wyraził poparcie dla oskarżeń wystosowanych przez Andrzeja Leppera wobec m.in. Włodzimierza Cimoszewicza i jego ojca, a ją samą oskarżył o łamanie Konstytucji poprzez złożenie wniosku o uchylenie Lepperowi immunitetu poselskiego.
W 2006 podczas obchodów Święta Narodowego 3 Maja prezydent Rzeczypospolitej Polskiej Lech Kaczyński awansował Antoniego Hedę „Szarego” na stopień generała brygady.
Jest autorem książek: Wspomnienia Szarego i Szary przeciw zdrajcom Polski. W Szary przeciw zdrajcom Polski w 4 rozdziale opisuje kielecką prowokację na podstawie wywiadowczych informacji zebranych z podległego mu terenu. Za swoje zasługi wojenne został odznaczony wieloma odznaczeniami, w tym dwukrotnie Krzyżem Orderu Wojennego Virtuti Militari i Krzyżem Walecznych. W latach 90. związał się z narodowym środowiskiem Tygodnika „Ojczyzna”. Zaliczany jest do najwybitniejszych polskich dowódców partyzanckich i podziemia niepodległościowego. W 1995 został odznaczony Medalem Polonia Mater Nostra Est.
Antoniemu Hedzie przyznano tytuł honorowego obywatela Ostrowca Świętokrzyskiego, Skarżyska-Kamiennej, Iłży, Stąporkowa, Końskich i Starachowic. W 1999 roku w uznaniu zasług dla Stolicy Rzeczypospolitej Polskiej uhonorowany został Nagrodą Miasta Stołecznego Warszawy.
W ostatnim okresie życia mieszkał w Kaniach pod Warszawą, przy ul. Słowackiego.

### Msza żałobna i pogrzeb

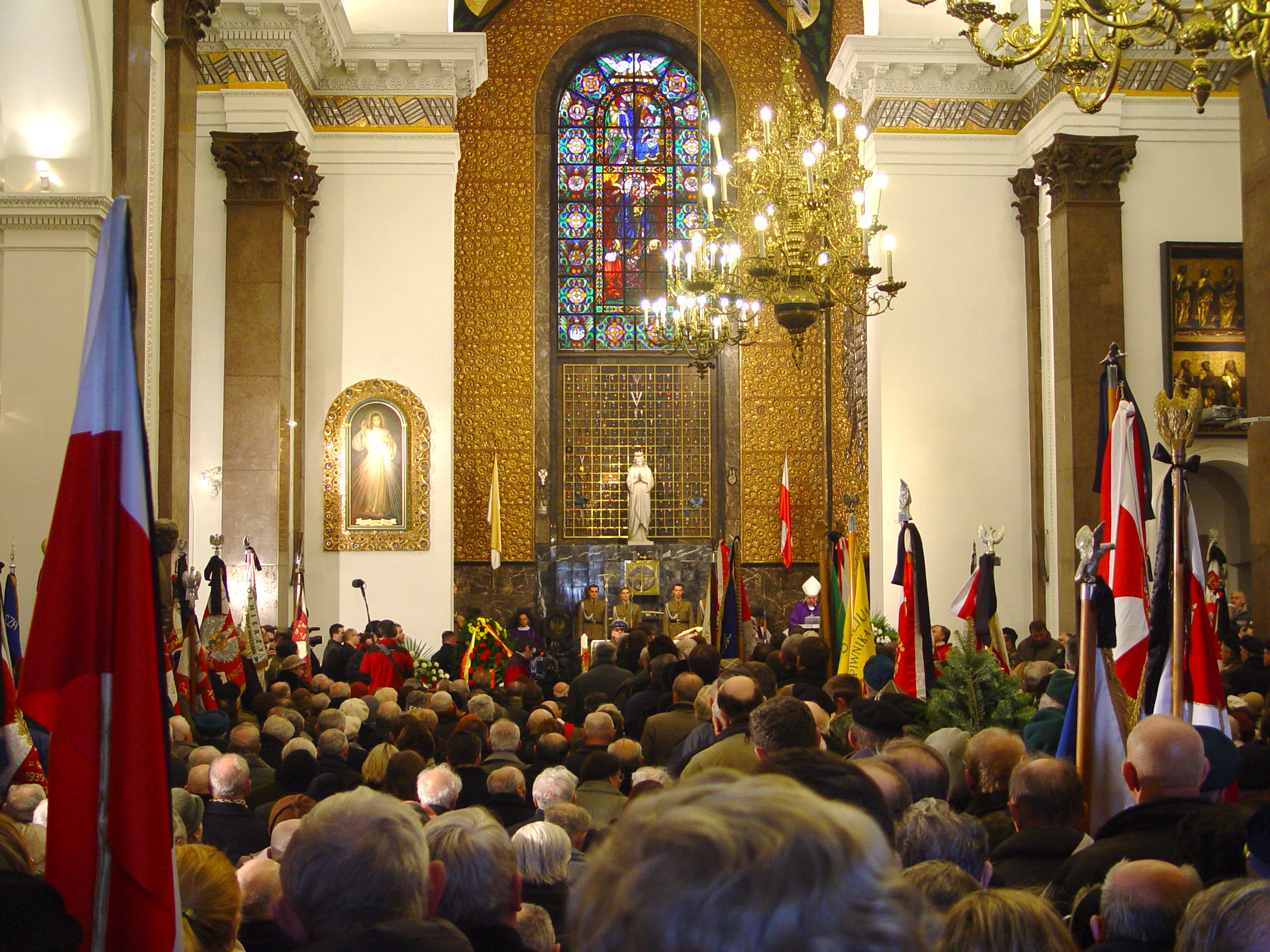
Msza żałobna gen. Antoniego Hedy „Szarego”, katedra polowa Wojska Polskiego przy ul. Długiej w Warszawie, 21 lutego 2008

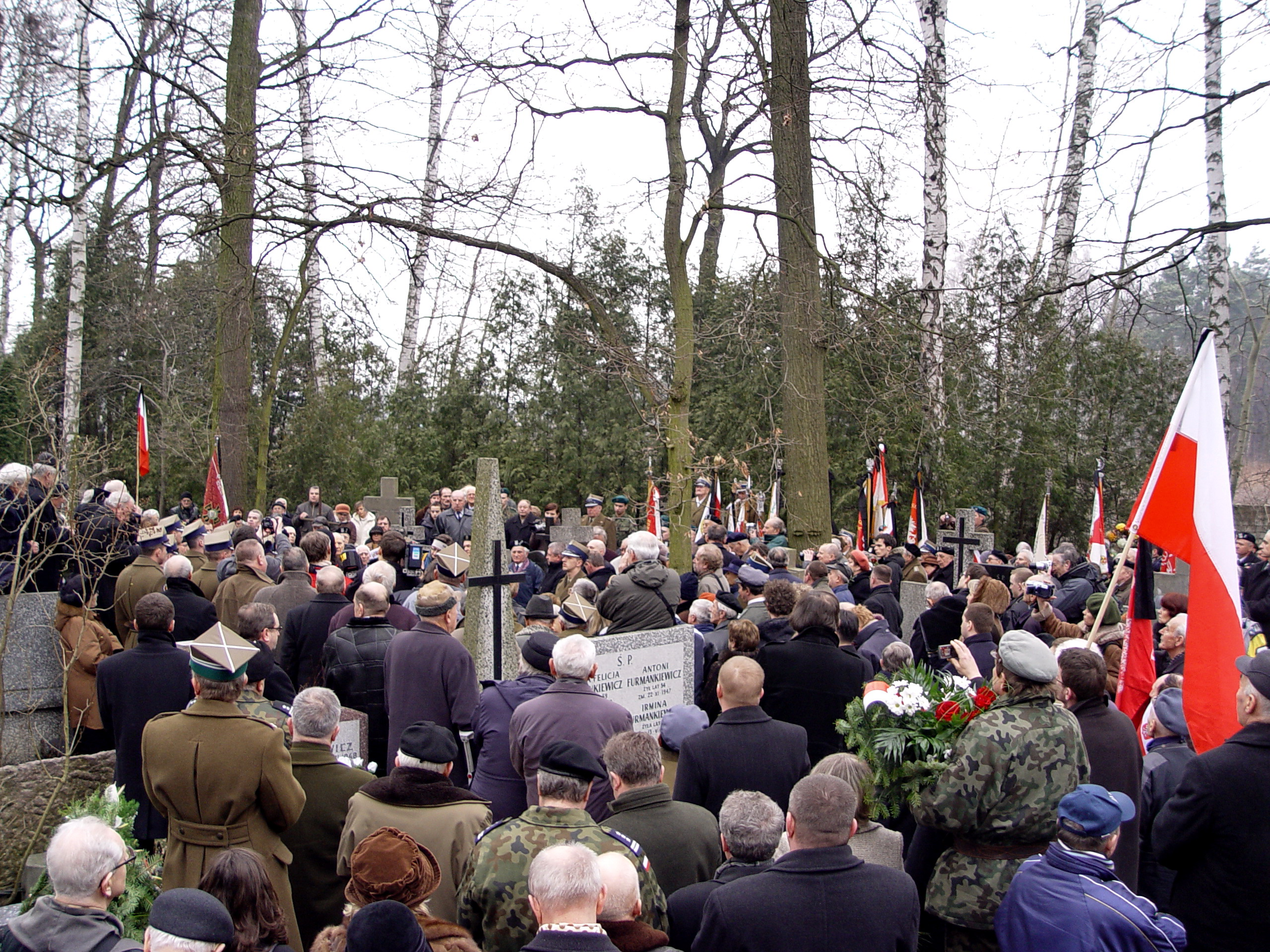
Pogrzeb gen. Antoniego Hedy „Szarego” na cmentarzu w Podkowie Leśnej, 21 lutego 2008

Generał Antoni Heda „Szary” zmarł w Pruszkowie. Uroczystości pogrzebowe odbyły się 21 lutego 2008. Rozpoczęła je żałobna msza w katedrze polowej Wojska Polskiego o godzinie 10.30, koncelebrowana przez ks. bp gen. dyw. Tadeusza Płoskiego.
W jej trakcie szef Biura Bezpieczeństwa Narodowego Władysław Stasiak poinformował, że tego dnia prezydent Rzeczypospolitej Polskiej nadał pośmiertnie gen. bryg. w st. spocz. Antoniemu Hedzie-Szaremu, za wybitne zasługi dla niepodległości Rzeczypospolitej Polskiej, Krzyż Komandorski z Gwiazdą Orderu Odrodzenia Polski i w imieniu prezydenta RP przekazał order rodzinie zmarłego.
Po mszy trumnę z ciałem generała przewieziono do Podkowy Leśnej. Tu, zgodnie z wolą generała, został pochowany obok swojej żony w grobie rodzinnym na cmentarzu parafialnym. Ceremonię pogrzebową prowadził ks. prałat płk Sławomir Żarski.
Tego dnia generała Antoniego Hedę „Szarego” żegnała rodzina, żołnierze z jego oddziału, przyjaciele, licznie przybyłe poczty sztandarowe i delegacje organizacji kombatanckich, harcerzy, szkół, urzędów i instytucji.
W 2024 odznaczony pośmiertnie Krzyżem Wolności i Solidarności.

### Minuta ciszy w Sejmie
29 lutego 2008 Sejm 6 kadencji na swoim 9 posiedzeniu uczcił pamięć generała Antoniego Hedy „Szarego” minutą ciszy. Oto sejmowy zapis stenograficzny tego fragmentu obrad:
Marszałek: Chciałbym prosić wszystkich państwa o powstanie.
(Zebrani wstają)
Wysoka Izbo! 15 lutego br. w wieku 91 lat zmarł gen. brygady Antoni Heda „Szary”. Chciałbym prosić o uczczenie minutą ciszy bohaterskiego żołnierza września 1939 r., dzielnego dowódcę oddziałów Armii Krajowej, partyzantki Armii Krajowej na Kielecczyźnie, i wybitnego dowódcę powojennego podziemia zbrojnego. Chciałbym prosić o uczczenie minutą ciszy człowieka, który konsekwentnie przez całe życie walczył o wolność Polski, o niepodległość ojczyzny, był więźniem politycznym w okresie PRL, w najtwardszym, najgorszym okresie stalinowskim, wielokrotnie zresztą skazywanym na karę śmierci. Był także działaczem „Solidarności”, internowanym w okresie stanu wojennego.
Żegnamy więc dzisiaj wielkiego Polaka, wielkiego patriotę i jednego z najdzielniejszych ludzi podziemia okresu okupacji i okresu powojennego. Żegnamy także jednego z ostatnich tej rangi dowódców podziemia polskiego w okresie okupacji powojennej. To pokolenie powoli odchodzi. Żegnamy pana generała Hedę „Szarego” jako jednego z ostatnich wybitnych dowódców podziemia polskiego.
(Chwila ciszy)
Dziękuję bardzo.

## Antoni Heda „Szary” – patron
- 7 września 2008 Szkoła Podstawowa w Radoszycach, jako pierwsza w Polsce przyjęła imię generała Antoniego Hedy „Szarego”[25].
- Od 18 września 2009 imię Antoniego Hedy posiadały Gimnazjum nr 1 w Starachowicach oraz Gimnazjum numer 3 w Skarżysku-Kamiennej.
- W 2009 Antoni Heda został patronem Szkoły Podstawowej w Kowali[26].
- 11 października 2010 uroczyście odsłonięto na dworcu kolejowym w Gdyni Chyloni tablicę upamiętniającą aresztowanie generała w 1948 r. przez MBP.
- 27 stycznia 2011 uchwałą Rady Miasta Skarżyska-Kamiennej imię gen. Antoniego Hedy „Szarego” otrzymało będące wówczas w trakcie budowy nowe rondo[27]. Rondo jego imienia znajduje się również w Kielcach i Starachowicach.
- 22 listopada 2014 imię gen. Antoniego Hedy „Szarego” jako pierwsze środowisko harcerskie w Polsce przyjął istniejący w latach 2002-2017 Szczep 90 Warszawskich Drużyn Harcerskich i Zuchowych „Fenix” z Hufca ZHP Warszawa-Ursus[28].
- W Ostrowcu Świętokrzyskim jego imię nosi ulica, przy której swoją siedzibę ma 103 batalion lekkiej piechoty 10 Świętokrzyskiej Brygady Obrony Terytorialnej[29].
- Od 4 października 2018 roku Szkoła Podstawowa w Kunowie w powiecie ostrowieckim nosi imię gen. Antoniego Hedy „Szarego”.

## Nazwisko
Antoni Heda od najmłodszych lat pisał swoje nazwisko przez „Ch”. Dopiero po wyjściu z więzienia w 1956, przy wyrabianiu dokumentów na podstawie metryki ustalono pisownię przez „H”. Na początku lat 90. przyjął dwuczłonowe nazwisko Heda-Szary. 
Większość rodziny posługiwała się nazwiskiem pisanym przez „Ch”.

## Film
W filmie kryminalnym pt. „Strach” z 1975 jedną z epizodycznych postaci jest łączniczka od „Szarego”.